# Desmacella topsenti
Desmacella topsenti är en svampdjursart som först beskrevs av Burton 1930.  Desmacella topsenti ingår i släktet Desmacella och familjen Desmacellidae. Inga underarter finns listade i Catalogue of Life.